# Пояна (Брустурі, Нямц)
Пояна (рум. Poiana) — село у повіті Нямц в Румунії. Входить до складу комуни Брустурі.
Село розташоване на відстані 318 км на північ від Бухареста, 40 км на північ від П'ятра-Нямца, 93 км на захід від Ясс.

## Населення
За даними перепису населення 2002 року у селі проживали 834 особи, з них 833 особи (99,9%) румунів. Усі жителі села рідною мовою назвали румунську.